# Éliminatoires du Championnat d'Afrique des nations de football 2020
Navigation
Maroc 2018 Algérie 2022
Les qualifications du Championnat d'Afrique des nations s'effectuent par zone. La compétition devait se dérouler initialement en Éthiopie mais l'organisation lui a été retirée car le pays n'étant pas apte. Ainsi, le Cameroun a été élu pays hôte du tournoi.

## Qualifications
Le tirage au sort des éliminatoires du CHAN 2020 a été effectué le 30 janvier 2019 dans les locaux du siège de la CAF au Caire. Quarante-sept pays se disputeront les 15 tickets de qualification , le  seizième étant réservé au Cameroun pays organisateur.Ces éliminatoires se dérouleront en trois ou deux tours suivant les zones (Nord, Ouest A et B, Centre, Est et Sud). 

### Zone Nord
Dans cette zone, les éliminatoires se disputent en un seul tour. Algérie, Libye, Maroc et Tunisie s'affrontent pour obtenir les deux places réservées a cette zone.

#### Premier tour
Les matchs aller du premier tour ont lieu le 21 septembre 2019 et les matchs retour le 18 octobre 2019.  Les vainqueurs se qualifient pour la phase finale.
| Équipe 1 | Résultat | Équipe 2 | Aller | Retour | T.a.b. |
| -------- | -------- | -------- | ----- | ------ | ------ |
| Tunisie  | 3 - 1    | Libye    | 1 - 0 | 2 - 1  | -      |
| Algérie  | 0 - 3    | Maroc    | 0 - 0 | 0 - 3  | -      |

Mais finalement la Libye est repêchée en raison du retrait de la Tunisie qui ne souhaite pas prendre part au tournoi.

### Zone Ouest A

#### Premier tour
Les matchs aller du premier tour ont lieu les 27 et 28 juillet 2019 et les matchs retour les 3 et 4 août 2019. Les vainqueurs se qualifient pour le deuxième tour.
| Équipe 1      | Résultat | Équipe 2   | Aller | Retour | T.a.b. |
| ------------- | -------- | ---------- | ----- | ------ | ------ |
| Guinée-Bissau | 0 - 7    | Mali       | 0 - 4 | 0 - 3  | -      |
| Cap-Vert      | 1 - 2    | Mauritanie | 0 - 0 | 1 - 2  | -      |
| Liberia       | 1 - 3    | Sénégal    | 1 - 0 | 0 - 3  | -      |

#### Deuxième tour
Les matchs aller du deuxième tour ont lieu le 21 septembre 2019 et les matchs retour le 18 octobre 2019. La Guinée joue directement le second tour contre le vainqueur de Liberia - Sénégal (Sénégal). Les vainqueurs se qualifient pour la phase finale.
| Équipe 1   | Résultat | Équipe 2 | Aller | Retour | T.a.b. |
| ---------- | -------- | -------- | ----- | ------ | ------ |
| Mauritanie | 0 - 2    | Mali     | 0 - 0 | 0 - 2  | -      |
| Sénégal    | 1 - 1    | Guinée   | 1 - 0 | 0 - 1  | 1 - 3  |

### Zone Ouest B

#### Premier tour
Le match aller du premier tour a lieu le 28 juillet 2019 et le match retour le 4 août 2019. Le vainqueur se qualifie pour le deuxième tour et affronte le Nigeria.
| Équipe 1 | Résultat | Équipe 2 | Aller | Retour | T.a.b. |
| -------- | -------- | -------- | ----- | ------ | ------ |
| Bénin    | 0 - 1    | Togo     | 0 - 0 | 0 - 1  | -      |

#### Deuxième tour
Les matchs aller du deuxième tour ont lieu le 22 septembre 2019 et les matchs retour le 18 octobre 2019. Les vainqueurs se qualifient pour la phase finale.
| Équipe 1 | Résultat | Équipe 2      | Aller | Retour | T.a.b. |
| -------- | -------- | ------------- | ----- | ------ | ------ |
| Togo     | 4 - 3    | Nigeria       | 4 - 1 | 0 - 2  | -      |
| Niger    | 3 - 1    | Côte d'Ivoire | 3 - 0 | 0 - 1  | -      |
| Ghana    | 0 - 1    | Burkina Faso  | 0 - 1 | 0 - 0  | -      |

### Zone centrale

#### Premier tour
Les match aller du premier tour ont lieu le 28 juillet 2019 et les matchs retour le 4 août 2019. Les vainqueurs se qualifient pour le second tour.
| Équipe 1     | Résultat | Équipe 2             | Aller | Retour | T.a.b. |
| ------------ | -------- | -------------------- | ----- | ------ | ------ |
| Centrafrique | 3 - 0    | Sao Tomé-et-Principe | 3 - 0 | Annulé | -      |
| Tchad        | 3 - 4    | Guinée équatoriale   | 3 - 3 | 0-1    | -      |

#### Deuxième tour
Les matchs aller du deuxième tour ont lieu le 22 septembre 2019 et les matchs retour le 20 octobre 2019. Les vainqueurs se qualifient pour la phase finale.
| Équipe 1           | Résultat | Équipe 2 | Aller | Retour | T.a.b. |
| ------------------ | -------- | -------- | ----- | ------ | ------ |
| Centrafrique       | 1 - 6    | RD Congo | 0 - 2 | 1 - 4  | -      |
| Guinée équatoriale | 2 - 3    | Congo    | 2 - 2 | 0 - 1  | -      |

### Zone Centre-Est

#### Premier tour
Les matchs aller du premier tour ont lieu les 26, 27 et 28 juillet 2019 et les matchs retour les 3 et 4 août 2019. Les vainqueurs se qualifient pour le deuxième tour.
| Équipe 1 | Résultat | Équipe 2      | Aller | Retour | T.a.b. |
| -------- | -------- | ------------- | ----- | ------ | ------ |
| Djibouti | 3 - 5    | Éthiopie      | 0 - 1 | 3 - 4  | -      |
| Burundi  | 4 - 1    | Soudan du Sud | 2 - 0 | 2 - 1  | -      |
| Somalie  | 2 - 7    | Ouganda       | 1 - 3 | 1 - 4  | -      |
| Tanzanie | 0 - 0    | Kenya         | 0 - 0 | 0 - 0  | 4 - 1  |

#### Deuxième tour
Les matchs aller du deuxième tour ont lieu les 21 et 22 septembre 2019 et les matchs retour les 18 et 19 octobre 2019. Les vainqueurs se qualifient pour la phase finale.
| Équipe 1 | Résultat | Équipe 2 | Aller | Retour | T.a.b. |
| -------- | -------- | -------- | ----- | ------ | ------ |
| Burundi  | 0 - 6    | Ouganda  | 0 - 3 | 0 - 3  | -      |
| Éthiopie | 1 - 2    | Rwanda   | 0 - 1 | 1 - 1  | -      |
| Tanzanie | 2E - 2   | Soudan   | 0 - 1 | 2 - 1  | -      |

### Zone Sud

#### Premier tour
Les matchs aller du premier tour ont lieu le 20 avril 2019 et les matchs retour le 11 mai 2019. Les vainqueurs se qualifient pour le deuxième tour.
| Équipe 1 | Résultat | Équipe 2   | Aller | Retour | T.a.b. |
| -------- | -------- | ---------- | ----- | ------ | ------ |
| Eswatini | 1E - 1   | Malawi     | 0 - 0 | 1 - 1  | -      |
| Botswana | 5 - 1    | Seychelles | 2 - 0 | 3 - 1  | -      |

#### Deuxième tour
Les matchs aller du deuxième tour ont lieu les 26 et 28 juillet 2019 et les matchs retour les 3 et 4 août 2019. Les vainqueurs se qualifient pour le troisième tour.
| Équipe 1   | Résultat | Équipe 2       | Aller | Retour | T.a.b. |
| ---------- | -------- | -------------- | ----- | ------ | ------ |
| Comores    | 0 - 2    | Namibie        | 0 - 2 | 0 - 0  | -      |
| Botswana   | 2 - 3    | Zambie         | 0 - 0 | 2 - 3  | -      |
| Maurice    | 1 - 7    | Zimbabwe       | 0 - 4 | 1 - 3  | -      |
| Madagascar | 3E - 3   | Mozambique     | 1 - 0 | 2 - 3  | -      |
| Eswatini   | 2 - 2    | Angola         | 1 - 1 | 1 - 1  | 5- 4   |
| Lesotho    | 6 - 2    | Afrique du Sud | 3 - 2 | 3 - 0  | -      |

#### Troisième tour
Les matchs aller du troisième tour ont lieu le 22 septembre 2019 et les matchs retour les 19 et 20 octobre 2019. Les vainqueurs se qualifient pour la phase finale.
| Équipe 1   | Résultat | Équipe 2 | Aller | Retour | T.a.b. |
| ---------- | -------- | -------- | ----- | ------ | ------ |
| Madagascar | 1 - 2    | Namibie  | 1 - 0 | 1- 2   | -      |
| Zimbabwe   | 3 - 1    | Lesotho  | 3 - 1 | 0 - 0  | -      |
| Eswatini   | 2 - 3    | Zambie   | 0 - 1 | 2 - 2  | -      |